# 독수리는 다시 난다
독수리는 다시 난다(A Yank In The R.A.F.)는 미국에서 제작된 헨리 킹 감독의 1941년 액션, 모험, 드라마 영화이다. 타이론 파워 등이 주연으로 출연하였고 대릴 F. 자눅 등이 제작에 참여하였다.

## 출연

### 주연
- 타이론 파워
- 베티 그레이블

### 조연
- 존 슈튼
- 레지날드 가디너
- 도널드 스튜어트
- 랠프 버드
- 리처드 프레이저
- 데니스 그린
- 브루스 레스터
- 길크리스트 스튜어트
- 레스터 매튜스
- 프레더릭 워록
- 에델 그리피즈
- 포투니오 보나노바
- 제임스 크레이븐
- 모튼 로리
- 스튜어트 로벗슨
- 데니스 호이

## 제작진
- 협력프로듀서: 루이스 F. 에델만
- 미술: 제임스 바세비
- 미술: 리처드 데이
- 의상: 트라비스 밴톤